# Котунь (Великопольське воєводство)
Котунь (пол. Kotuń) — село в Польщі, у гміні Шидлово Пільського повіту Великопольського воєводства.
Населення — 763 особи (2011).
У 1975-1998 роках село належало до Пільського воєводства.

## Демографія
Демографічна структура станом на 31 березня 2011 року:
|          | Загалом | Допрацездатний вік | Працездатний вік | Постпрацездатний вік |
| -------- | ------- | ------------------ | ---------------- | -------------------- |
| Чоловіки | 377     | 82                 | 277              | 18                   |
| Жінки    | 386     | 96                 | 233              | 57                   |
| Разом    | 763     | 178                | 510              | 75                   |